# Jokanga
La Iokanga (in russo Иоканга?), o Jokanga, è un fiume della Russia europea settentrionale situato sulla penisola di Kola, è un tributario del mare di Barents. Scorre nel Lovozerskij rajon dell'oblast' di Murmansk.
La sorgente del fiume si trova nella parte nord dell'altopiano Kejvy all'uscita del lago Alozero. Il corso del fiume attraversa diversi laghi (Jok"javr, Kal'mozero, Jokan'gskoe). Sfocia sulla costa di Murmansk nella baia Jokanga, adiacente al golfo Svjatonosskij, che si affaccia sul mare di Barents, 10 km a sud-est della città di Ostrovnoj. La lunghezza del fiume è di 203 km, l'area del bacino è di 6 020 km². Gli argini nei tratti superiori sono bassi, nei tratti inferiori sono simili a canyon. Ci sono rapide e cascate.